# Antonio Puteo
Antonio Puteo († 14. července 1592) byl římskokatolický duchovní, od roku 1562 až do své smrti arcibiskup v Bari a v letech 1587–1589 nuncius u císařského dvora, který v té době sídlil v Praze.